# سيمبليكس نتهالا
سيمبليكس نتهالا (بالإنجليزية: Simplex Nthala)‏ لاعب كرة قدم يلعب في مركز حارس مرمى لمنتخب مالاوي ولد في 24 فبراير 1988.رغم سنه الصغير استطاع «سيمبليكس نتهالا» دخول تاريخ مالاوي من بابه الواسع ب تصديات هامة امام تونس وامام بوتسوانا وطوغو والتشاد .سيمبليكس نتهالا من مواليد 24 فبراير 1988 ينشط في نادي ام تي ال واندرز في دوري مالاوي منذ عام 2006.
يقارن البعض الحارس بكل من دينو زوف وبيتر شمايكل وليف ياشين[بحاجة لمصدر].

## روابط خارجية
- سيمبليكس نتهالا على موقع ناشيونال فوتبول تيمز (الإنجليزية)
- سيمبليكس نتهالا على موقع كووورة